# Caister-on-Sea
Caister-on-Sea is een civil parish in het bestuurlijke gebied Great Yarmouth, in het Engelse graafschap Norfolk. De plaats telt 8901 inwoners.